# La Pescadora (Sallent)
La Pescadora és un edifici del municipi de Sallent (Bages) inclosa en l'Inventari del Patrimoni Arquitectònic de Catalunya.

## Descripció
És un edifici petit de planta quadrada amb quatre portals, un d'accés a l'interior i els altres per accedir a un balcó que envolta l'edifici. Els fonaments són de pedra, la resta és de totxo, utilitzant-lo com a decoració geomètrica. Fa les funcions de glorieta o mirador del riu.

## Història
L'edifici es degué construir al mateix temps que una nau nova de la fàbrica de cal Sala amb la qual l'uneix l'estil decoratiu.Va ser projectat per l'arquitecte Josep Torres i Argullol. Va ser restaurada el 1982.